# Clamocus
Clamocus is een geslacht van eenoogkreeftjes uit de familie van de Anchimolgidae. De wetenschappelijke naam van het geslacht is voor het eerst geldig gepubliceerd in 1979 door Humes.

## Soorten
- Clamocus spinifer Humes, 1979